# کشور ما (فیلم)
کشور ما (به هندی: Apna Desh) و (به انگلیسی: Our country) فیلمی هندی محصول سال ۱۹۷۲ و به کارگردانی جامبو است. در این فیلم بازیگرانی همچون راجش خانا، ممتاز، اوم پراکاش، جاگدیپ، مادان پوری، منموهان کریشنا و ساتین کاپو ایفای نقش کرده‌اند.